# Кларк, Роджер (актёр)
Роджер Кларк (англ. Roger Clark; род. 14 июля 1978) — американский актёр. Более известен по озвучиванию (и захвату движения) Артура Моргана из игры «Red Dead Redemption 2» от Rockstar Games.

## Биография и карьера
Роджер Кларк родился в июле 1978
 года в городе Бельвилл (штат Нью-Джерси). Свои юношеские годы Кларк провёл в Ирландии. В детстве был чемпионом по ирландским танцам.
Вскоре актёр переехал в Великобританию, где в 2002 году окончил Университет Гламорган города Кардифф, получив степень бакалавра в сфере театра, медиа и драмы. Его профессиональный актёрский дебют состоялся в 2000 году при работе с актёрской компанией Уэльса в постановке «Juno and the Paycock», сыграв роль Джонни Бойла.

## Личная жизнь
Женат на Молли Кларк, которая работает фитнес-инструктором, имеет двух сыновей — Колина и Рори.
В настоящее время живёт и работает в Нью-Йорке.

## Творчество

### Театральные работы
- 2000 — Juno and the Paycock — Джонни Бойл
- 2000 — Laughing Anne — человек без рук
- 2001 — The Canterbury Tales — мельник, монах, аптекарь
- 2001 — Victory — Нодд, Скроуп
- 2001 — Life is Sweat — психолог
- 2002 — The Dybbuk — Дэвид, Хэнан
- 2003 — A View from a Bridge — Майк
- 2003 — Macbeth for Sats — Макбет
- 2003 — 12th Night for Sats — Фест, Сер Эндрю Эгьючик
- 2003—2004 — Death of a Salesman — Биф Ломен
- 2005—2007 — Frankenstein — Чудовище Франкенштейна
- 2007—2011 — Macbeth — Макдафф
- 2008 — Comp — Кевин
- 2008 — Anna Christie — Мэтт Бёрк
- 2009 — To Pay the Price — Йони Нетаньяху
- 2009—2011 — A Christmas Carol — Дух нынешнего Рождества
- 2010 — A Cable from Gibraltar — мужчина
- 2011 — In Your Image — Крис
- 2011 — The Unexpected Guest — Майкл Старкведдер
- 2012 — The Picture of Dorian Gray — Лорд Генри Уоттон
- 2013 — South Beach Babylon — Саймон Гарднер
- 2013—2014 — A Midsummer Night’s Dream — Дюк Тесей
- 2018 — A Guy Walks Into a Bar — Сэм, Сэл, Ши, Стив
- 2018 — Buried Child — Брэдли

### Фильмография
| Год  | Название                   | Роль                                     | Примечания             |
| ---- | -------------------------- | ---------------------------------------- | ---------------------- |
| 2005 | Я не должен был выжить     | Брэд                                     | 1 эпизод               |
| 2006 | Perfect Disaster           | Чак Бривер                               | 1 эпизод               |
| 2007 | Дикий Запад                | Капитан Вейр                             | 1 эпизод               |
| 2008 | True Heroes                | Второстепенная роль                      | 1 эпизод               |
| 2009 | Макс и Елена               | Рассказчик                               | Короткометражный фильм |
| 2011 | Тор и Локи: Кровные братья | Учитель; обслуживающий персонал; субъект | 2 эпизода              |
| 2013 | Последний час              | Патрон                                   | 1 эпизод               |
| 2013 | The Pervenche Game         | Рассказчик                               | Короткометражный фильм |
| 2013 | Good                       | Рассказчик                               | Короткометражный фильм |
| 2016 | Отступление писателя       | Рэндольф Блайт                           | Короткометражный фильм |
| 2017 | Плот                       | Роджер                                   | Короткометражный фильм |
| 2018 | С Днём Рождения меня       | Босс                                     | Короткометражный фильм |
| 2022 | Бункер                     | капрал Миллер                            |                        |

### Видеоигры
| Год  | Название                   | Роль                |
| ---- | -------------------------- | ------------------- |
| 2009 | Shellshock 2: Blood Trails | Джек Гриффин; Зомби |
| 2018 | Red Dead Redemption 2      | Артур Морган        |
| 2023 | Fort Solis                 | Джек Лири           |

## Награды и номинации
| Год  | Премия          | Номинация             | Результат |
| ---- | --------------- | --------------------- | --------- |
| 2018 | Премия BAFTA    | Лучший исполнитель    | Номинация |
| 2018 | The Game Awards | Лучшая актёрская игра | Победа    |